# Schifkornův nosník
Schifkornův nosník byl příhradový nosník, který vyvinul inženýr Rudolf Schifkorn (19. ledna 1817 Bruck an der Mur - 16. března 1882 Vídeň)

## Popis
Schifkornův nosník byl základní díl převážně železničních mostů, nazývaných podle vynálezce jako Schifkornův most nebo most Schifkornova systému. Podstatou nosníku bylo použití svislých ocelových táhel se závity na koncích. Při montáži se dotahováním matic vneslo do konstrukce předpětí. Tato táhla musela být vyrobena z materiálu, který odolával napětí v tahu. Ostatní prvky nosníku byly z levnější litiny.
Schifkornova myšlenka nebyla zcela originální, William Howe, americký stavitel mostů, použil svislá ocelová táhla, která byla relativně drahá, při stavbě mostů z dřevěných prvků (patent USRE175E - Vylepšení příhradových rámů pro mosty - Improvement in truss-frames for bridges).[zdroj?]

## Historie Schifkornových mostů
Dne 19. června 1855 udělilo Ministerstvo obchodu Rudolphu Schifkornovi zvláštní privilegium výrobu jeho nosníků. Díly nosníku byly prefabrikáty, a proto byly vyráběny předem, aby mohly být ihned dodány na stavbu. Nosníky se vyráběly ve firmě bratří Kleinů v Sobotíně.
První most Schifkornova systému v Českých zemích byl postaven v obci Rakousy na trati Turnov-Železný Brod v roce 1858. Měl sedm polí po 26 metrech. Roku 1892 byla na původní kamenné pilíře uložena konstrukce s poloparabolickými příhradovými nosníky s horní mostovkou.[nenalezeno v uvedeném zdroji]
V letech 1853 až 1863 bylo v Čechách, Haliči a Bukovině z těchto nosníků postaveno 163 mostů. V roce 1864 byl nahrazen poslední velký dřevěný most haličské společnosti Carl Ludwig-Bahn u Krakova mostem se Schifkornovými nosníky.
Turnovsko-kralupsko-pražská dráha, Česká severní dráha a Česká západní dráha na svých tratích stavěly pouze mosty Schifkornova systému. Mosty tohoto systému byly použity i při výstavbě silnic, příkladem je přemostění Jizery v Semilech. Tento most byl v provozu ještě v roce 1897, ale už byly plány na jeho snesení.
V roce 1862 byl otevřen most v Mokropsech přes řeku Berounku na železniční trati Praha–Plzeň. V roce 1872 byl při povodni most z velké části zničen.[zdroj?] V říjnu 1863 byl otevřen viadukt v Chrástu přes Klabavu na železniční trati Ejpovice–Radnice.[zdroj?] Za války v roce 1866 byl odstřelen pilíř mostu přes Labe u Neratovic. Mostovka však nedoznala větších škod a byla zprovozněna do tří týdnů.

## Pád mostu přes řeku Prut u Černovic
Rakouský stavební inženýr Georg Rebhann Ritter von Aspernbruck provedl v Sobotíně lomové zkoušky. Na základě výsledků lomových zkoušek upozornil profesor Vilém Bukovský na nedostatky těchto nosníků.
V dubnu 1870 byla naplánována rekonstrukce mostu přes řeku Prut u Černovic v Bukovině, dnešní Ukrajině, která měla stát 79 330 zlatých. Dne 30. srpna 1870 došlo k pádu mostu. Již v září 1871 byly rekonstruovány mosty na trati Lvov - Černovice - Jasy. V průběhu realizace byly provedeny změny v konstrukci pásových vzpěr, které směřovaly ke snížení použití litiny na úroveň stanovenou státní správou.
Mosty tohoto typu byly po této události postupně vyměňovány za jiné konstrukce.[zdroj?] Po kolapsu mostu u Černovic byla vydána vyhláška pro nakládku vlaků.
Objevily se zprávy, že demontovaný most přes Labe, který spojoval Děčín s Podmokly, a byl posledním Schifkorovým mostem, byl znovu použit v rakouském městě Wels jako silniční most přes řeku Traun. Původní most byl stržen při povodni 31. července 1897, a proto bylo postaveno provizorium. Dnešní památkově chráněný Traunský most byl postaven v roce 1901.
Podle Heiricha Ankerta byl posledním mostem smontovaným z nosníků Schifkorn most u Litoměřic. Tento most z roku 1859 byl v provozu ještě v roce 1897. Podle Alfréda Vojtěcha Velflíka byl tento most soustavy belgického inženýra Neville a byl snesen v roce 1909.